# Maatheide
De Maatheide is een groot gebied in de Belgische gemeente Lommel dat zich ten noorden van het gehucht Lommel-Werkplaatsen bevindt en ten westen van Lommel Centrum.

## Geschiedenis
Dit gebied behoorde tot uitgestrekte woeste gronden.
In 1904 is op dit terrein een zinkfabriek gebouwd, die echter in 1974 werd gesloopt. Deze fabriek verspreidde nogal wat kwalijke uitstoot die de plantengroei deed wegkwijnen ten gevolge van de zware metalen. Mede hierdoor is de Lommelse Sahara ontstaan, een stuifzandgebied.
Nadat de fabriek was gesloopt bleek de bodem ernstig vervuild, temeer omdat het puin van de fabriek over een grote oppervlakte was verspreid. Dit laatste was gedaan om de stuifzanden te stoppen die de stad Lommel bedreigden. Aangezien er zich onder het terrein ook kwartszand bevond kocht Sibelco het vervuilde terrein en deze maatschappij kon het zand winnen in ruil voor sanering van het terrein. Daartoe moest de vervuilde bovenlaag worden afgegraven en opgeslagen. Dit geschiedde van 2003-2004. Vervolgens is men met de winning van het zand begonnen. Ten oosten van het vervuilde gebied is een bedrijventerrein ingericht.

## Archeologie
De Maatheide is een beroemde vindplaats gebleken voor vondsten van vroege mensen, de oudste van Vlaanderen. Reeds in het begin van de 20e eeuw werden belangwekkende vondsten gedaan. Deze stammen van de Tjongercultuur uit het laat-paleolithicum, omstreeks 11.500 v.Chr. Aangezien de zandwinning deze vindplaats omstreeks 2015 geheel zal vernietigen, zijn er vanaf 2003 opnieuw archeologische onderzoekingen verricht. Hierbij werd onder andere aan de hand van het vinden van vuursteenresten gekeken waar in vroeger tijden de mensen zich bij voorkeur huisvestten. Dit bleek op een hoge zandrug ten noorden van open water te zijn. Ook werd de Usselobodem, die uit dit laatglaciale tijdperk (Allerød-interstadiaal) stamt, in kaart gebracht en onderzocht. Ook in de daaropvolgende jaren werden opgravingen verricht. Van belang is de toestand van de toenmalige bodem, die vaak gaaf aanwezig blijkt te zijn. Men onderzoekt of een deel van de site bewaard kan blijven.

## Vogeltrek
In de afgelopen jaren is Maatheide vooral bekend geworden vanwege de vogeltrek. De combinatie van uitgestrekte zandwinningsmeren, open zandgronden die snel thermiek genereren, een restant natte heide met de laatste vennen van Lommel (Blokwaters) en uitgestrekte bossen in de directe omgeving oefent een grote aantrekkingskracht op trekvogels uit. Watervogels zien al van verre de plassen liggen, roofvogels, ooievaars en reigers maken er gebruik van de opstijgende lucht en zangvogels worden bij lage trek tussen de bebouwde kom van Lommel en het water doorgeleid (microstuwing). Dankzij de vestiging van een van de best bezetten trektelposten van West-Europa is de trek over het gebied uitvoerig in beeld gebracht. In vijf jaren tijd werden al 23 soorten roofvogels gedetermineerd. Voor Buizerds betreft het wellicht het belangrijkste doortrekpunt in België, met gemiddeld 1.650 passanten per najaar. Spectaculair is de Vinkentrek over Maatheide. Over een front van 18 km worden zij, geblokkeerd door een keten van enorme meren, naar deze doorsteek geleid. Daardoor kunnen de aantallen oplopen tot tienduizenden ex. per dag (het maximum bedoeg 67.650 ex.). Zeldzame trekvogels als Morinelplevieren en Duinpiepers vinden er een vast rustpunt.
Voorts is Maatheide broedgebied voor o.a. Wulpen, Veldleeuweriken, Boomleeuweriken, Oeverzwaluwen, Blauwborsten en Geelgorzen en bevindt zich hier een van de vijf belangrijkste meeuwenslaapplaatsen van België (tot 28.000 ex.).